# Džosaja Vilard Gibs
Džosaja Vilard Gibs (engl. Josiah Willard Gibbs; 11. februar 1839 — 28. april 1903) bio je američki naučnik koji je napravio važne teoretske doprinose u fizici, hemiji i matematici. Njegov rad na primeni termodinamike je bio instrumentalan u transformisanju fizičke hemije u rigoroznu induktivnu nauku. Zajedno sa Džejmsom Klerkom Maksvelom i Ludvigom Bolcmanom, on je kreirao statističku mehaniku (termin koji je on skovao), objašnjavajući zakone termodinamike kao posledice statističkih svojstava ansambla mogućih stanja fizičkog sistema koji se sastoji od čestica. Gibs je isto tako radio na primeni Maksvelovih jednačina na probleme fizičke optike. Kao matematičar, on je izumeo modernu vektorsku analizu (nezavisno od britanskog naučnika Olivera Hevisajda, koji se bavio sličnim radom tokog istog perioda).
Godine 1863, Jejl je nagradio Gibsa prvim američkim doktoratom u inžinjerstvu. Nakon trogodišnjeg boravka u Evropi, Gibs je proveo ostatak svoje karijere na Jejlu, gde je bio profesor matematičke fizike od 1871. do svoje smrti. Radeći u relativnoj izolaciji, on je postao najraniji teoretski naučnik u Sjedinjenim Državama koji je stekao međunarodnu reputaciju i koga je hvalio Albert Ajnštajn kao „najvećeg uma američke istorije”. Godine 1901, Gibs je primio ono što je tada smatrano najvećim izrazom počasti međunarodne naučne zajednice, Koplijevu medalju Kraljevskog društva iz Londona, „za njegov doprinos matematičkoj fizici”.
Komentatori i biografi naglašavaju kontrast između Gibsovog tihog, usamljeničkog života u Novoj Engleskoj na prelazu veka i velikog međunarodnog impakta njegovih ideja. Mada je njegov rad bio skoro u potpunosti teoretski, praktična vrednost Gibsovih doprinosa postala je evidentna sa razvojem industrijske hemije tokom prve polovine 20. veka. Prema Robertu A. Milikenu, u čistoj nauci Gibs je „uradio za statističku mehaniku i za termodinamiku ono što je Laplas uradio za nebesku mehaniku i Maksvel za elektrodinamiku, naime, učinio svoje polje dobro završenom teorijskom strukturom”.

## Glavni naučni doprinosi

### Hemijska termodinamika
Gibsovi članci iz 1870-tih su uveli ideju izražavanja unutrašnje energije sistema (U) u vidu entropije S, pored uobičajenih promenljivih stanja: zapremine V, pritiska p, i temperature T. On je isto tako uveo koncept hemijskog potencijala {\displaystyle \mu } date hemijske vrste, definisan kao brzina povećanja U asocirana sa povećanjem broja N molekula date vrste (pri konstantnoj entropiji i zapremini). Gibs je bio prvi koji je kombinovao frvi i drugi zakon termodinamike izražavajući infinitezimalnu promenu unutrašnje energije, dU, zatvorenog sistema u obliku:
{\displaystyle \mathrm {d} U=T\mathrm {d} S-p\,\mathrm {d} V+\sum _{i}\mu _{i}\,\mathrm {d} N_{i}\,}
gde je T apsolutna temperatura, p je pritisak, dS je infinitezimalna promena entropije i dV je infinitezimalna promena zapremine. Zadnji termin je suma preko svih hemijskih vrsta hemijske reakcije, hemijskog potencijala, , ite vrste, pomnožena infinitezimalnom promenom broja molova,  te vrste. Koristeči Ležandrovu transformaciju ovog izraza, on je definisao koncepte entalpije, H i Gibsove slobodne energije, G.
{\displaystyle G_{(p,T)}=H-TS}
Ovo je uporedivo sa izrazom za Helmholcovu slobodnu energiju, A.
{\displaystyle A_{(v,T)}=U-TS\,}
Kada je Gibsova slobodna energija hemijske reakcije negativna, reakcija će se spontano odvijati. Kad je hemijski sistem u ravnoteži, promena Gibsove energije je jednaka nuli. Konstanta ravnoteže se jednostavno povezuje sa slobodnom energijom kad su reaktanti u njihovim standardnim stanjima.
{\displaystyle \Delta G^{\ominus }=-RT\ln K}
Hemijski potentijal se obično definiše kao parcijalna molarna Gibsova slobodna energija.
{\displaystyle \mu _{i}=\left({\frac {\partial G}{\partial N_{i}}}\right)_{T,P,N_{j\neq i}}}
Gibs je isto tako izveo izraz koji je kasnije postao poznat kao „Gibs-Diemova jednačina”.
Objavljivanje publikacije „O ekvilibrijumu heterogenih supstanci” (1874–78) se u današnje vreme smatra prekretnicom u razvoju hemije. U tom radu je Gibs razvio rigoroznu matematičku teoriju za razne transportne fenomene, uključujući adsorpciju, elektrohemiju, i Marangonijev efekat u fluidnim smešama. On je isto tako formulisao pravilo faza
{\displaystyle F\;=\;C\;-\;P\;+\;2}
za broj F promenljivih koje mogu da budu nezavisno kontrolisane u ravnotežnoj smeši sa C komponenti koje postoje u P faza. Pravilo faza je veoma korisno u raznim oblastima, kao što su metalurgija, mineralogija, i petrologija. Ono se isto tako može primeniti na razne istraživačke probleme u fizičkoj hemiji.

### Statistička mehanika
Zajedno sa Džejmsom Klerkom Maksvelom i Ludvigom Bolcmanom, Gibs je zasnovao „statističku mehaniku”, termin koji je on skovao da bi identifikovao granu teoretske fizike koja se bavi uočenim termodinamičkim svojstvima sistema u smislu statistike ansambla - kolekcije mnoštva mogućih stanja sistema, svako od kojih ima određenu verovatnoću. On je tvrdio da ako bi vremenska evolucija pojedinačnog stanja prošla kroz sva druga stanja ansambla — takozvana ergodična hipoteza — onda bi se u proseku tokom dovoljno dugog vremena pojedinačno stanje ponašalo na način koji je tipičan za ansambl. On je uveo koncept „faze mehaničkog sistema”. On je koristio taj koncept da definiše mikrokanonske, kanonske, i velike kanonske ansamble; svi od kojih su povezani sa Gipsovom merom, čime je ostvarena generalnija formulacija statističih svojstava sistema sa mnogo čestica nego što su Maksvel i Bolcman ostvarili pre njega.
Prema Anri Poenkarovom zapisu iz 1904. godine, mada su Maksvel i Bolcman prethodno objasnili nepovratnost makroskopskih fizičkih procesa u probabilističkom smislu, „onaj koji ju je najjasnije opisao, u knjizi koja je nedovoljno čitana jer je malo teža za čitanje, je Gibs u svojim Elementarnim principima tatističke mehanike.” Gibsova analiza nepovratnosti, i njegova formulacija Bolcmanove H-teoreme i ergodične hipoteze, izvršili su značajan uticaj na matematičku fiziku 20. veka.
Gibs je bio dobro upoznat sa činjenicom da je primena ekviparticione teoreme na velike sisteme klasičnih čestica bila neuspešna u objašnjavanju merenja specifične toplote čvrstih tela i gasova, i on je tvrdio da je to evidencija opasnosti od baziranja termodinamike na „hipotezama o konstituciji materije”. Gibsov sopstven okvir za statističku mehaniku, baziran na ansamblu makroskopski neprimetnih mikrostanja, mogao je da bude prenesen skoro u potpunosti nakon otkrića da mikroskopski zakoni prirode slede kvantna pravila, pre nego klasične zakone koje su Gibs i njegovi savremenici poznavali. Njegovo rešenje takozvanog „Gibsovog paradoksa”, o entropiji smeše gasova, u današnje vreme se citira kao prefiguracija nerazlikovanja čestica, koja je prerekvizit kvantne fizike.

## Literatura
- Wiener, Norbert (1961). „II: Groups and Statistical Mechanics”. Cybernetics: or Control and Communication in the Animal and the Machine (2 изд.). MIT Press. ISBN 978-0-262-23007-0.
- Wightman, Arthur S. (1990). „On the Prescience of J. Willard Gibbs”. Proceedings of the Gibbs Symposium. стр. 23—38.
- Ott, Bevan J.; Boerio-Goates, Juliana (2000). Chemical Thermodynamics – Principles and Applications. Academic Press. стр. 1,213–214. ISBN 978-0-12-530990-5.
- Ott, Bevan J.; Boerio-Goates, Juliana (2000). Chemical Thermodynamics – Principles and Applications. Academic Press. стр. 1,213–214. ISBN 978-0-12-530990-5.
- Poincaré, Henri (1904). „The Principles of Mathematical Physics”. The Foundations of Science (The Value of Science). New York: Science Press. стр. 297—320.
- Wolfram, Stephen (2002). A New Kind of Science. Wolfram Media, Inc. стр. 1020. ISBN 978-1-57955-008-0.
- L. P. Wheeler, E. O. Waters and S. W. Dudley (eds.),The Early Work of Willard Gibbs in Applied Mechanics. The Early Work of Willard Gibbs in Applied Mechanics. New York: Henry Schuman. 1947. ISBN 978-1-881987-17-8. This contains previously unpublished work by Gibbs, from the period between 1863 and 1871.
- J. W. Gibbs, "On the Equilibrium of Heterogeneous Substances", Transactions of the Connecticut Academy of Arts and Sciences, 3, 108–248, 343–524, (1874–1878). Reproduced in both The Scientific Papers (1906), 55–353 and The Collected Works of J. Willard Gibbs (1928). стр. 55.–353.
- E. B. Wilson, Vector Analysis, a text-book for the use of students of Mathematics and Physics, founded upon the Lectures of J. Willard Gibbs, (New Haven. . Yale University Press. 1929. Недостаје или је празан параметар |title= (помоћ) [1901]).
- J. W. Gibbs, Elementary Principles in Statistical Mechanics, developed with especial reference to the rational foundation of thermodynamics, (New York: Dover Publications, 1960 [1902]).
- The Scientific Papers of J. Willard Gibbs,. in two volumes, eds. H. A. Bumstead and R. G. Van Name, (Woodbridge, CT. Scientific Papers of J. Willard Gibbs: Dynamics, Vector Analysis, Multiple Algebra, Electromagnetic Theory of Light. Ox Bow Press. 1993. ISBN 978-1-881987-06-2. [1906]).  978-0-918024-77-0..  For scans of the 1906 printing, see vol. I and vol. II.
- The Collected Works of J. Willard Gibbs, in two volumes, eds. W. R. Longley and R. G. Van Name, (New Haven. . Yale University Press. 1957. Недостаје или је празан параметар |title= (помоћ) [1928]). For scans of the 1928 printing, see vol. I and vol. II.
- Anonymous (1903). „Josiah Willard Gibbs”. American Journal of Science. 16 (93): 187—202. Bibcode:1903AmJS...16..187A. doi:10.2475/ajs.s4-16.93.187.. Reprinted with some additions in both The Scientific Papers, vol. I, xiii–xxviiii (1906) and The Collected Works of J. Willard Gibbs, vol. I, pp. xiii–xxviiii (1928). Also available here .
- D. G. Caldi and G. D. Mostow (eds.), Proceedings of the Gibbs Symposium, Yale University, May 15–17, 1989, (American Mathematical Society and American Institute of Physics, 1990).
- W. H. Cropper (2001). „The Greatest Simplicity: Willard Gibbs”. Great Physicists. Oxford: Oxford University Press. стр. 106.—123. ISBN 978-0-19-517324-6.
- M. J. Crowe. A History of Vector Analysis: The Evolution of the Idea of a Vectorial System. ISBN 978-0-486-67910-5., (New York: Dover, 1994 [1967]).
- J. G. Crowther. Famous American Men of Science, Famous American Men of Science. Freeport, NY: Books for Libraries Press. 1969 [1937]. ISBN 978-0-8369-0040-8.
- F. G. Donnan; A. E. Hass, ур. (1980) [1936]. A Commentary on the Scientific Writings of J. Willard Gibbs. New York: Arno. ISBN 978-0-405-12544-7. Only vol I. is currently available online.
- P. Duhem, Josiah-Willard Gibbs à propos de la publication de ses Mémoires scientifiques, (Paris: A. Herman, 1908).
- C. S. Hastings, "Josiah Willard Gibbs", Biographical Memoirs of the National Academy of Sciences, 6, 373–393 (1909).
- M. J. Klein, "Gibbs, Josiah Willard", in Complete Dictionary of Scientific Biography, vol. 5, (Detroit: Charles Scribner's Sons) (2008). стр. 386.–393.
- M. Rukeyser. Willard Gibbs: American Genius. Willard Gibbs. Woodbridge, CT: Ox Bow Press. 1988 [1942]. ISBN 978-0-918024-57-2.
- R. J. Seeger. J. Willard Gibbs, American mathematical physicist. par excellence. J. Willard Gibbs, American Mathematical Physicist Par Excellence. Oxford and New York: Pergamon Press. 1974. ISBN 978-0-08-018013-7.
- Wheeler, L. P. (1998) [1951]. Josiah Willard Gibbs, The History of a Great Mind. Woodbridge, CT: Ox Bow Press. ISBN 978-1-881987-11-6.
- A. S. Wightman, "Convexity and the notion of equilibrium state in thermodynamics and statistical mechanics". Published as an introduction to R. B. Israel. Convexity in the Theory of Lattice Gases, (Princeton, NJ. Convexity in the Theory of Lattice Gases. Princeton University Press. 1979. стр. ix—lxxxv. ISBN 978-0-691-08209-7.),.
- E. B. Wilson, "Reminiscences of Gibbs by a student and colleague", Bulletin of the American Mathematical Society, 37, 401–416 (1931).

## Dodatna literatura
- Kadanoff, Leo P. (2014). „Reflections on Gibbs: From Statistical Physics to the Amistad V3.0”. Journal of Statistical Physics. 156 (1): 1—9. Bibcode:2014JSP...156....1K. S2CID 254689558. arXiv:1403.2460 . doi:10.1007/s10955-014-1000-4.

## Spoljašnje veze
- O'Connor, John J.; Robertson, Edmund F. „Džosaja Vilard Gibs”. MacTutor History of Mathematics archive. University of St Andrews.
- Džosaja Vilard Gibs на веб-сајту MGP (језик: енглески)